# 1779年蘭加斯特公國法令
《1779年蘭加斯特公國法令》（英語：Duchy of Lancaster Act 1779；19 Geo 3 c 45）是大不列顛國會的一項法令。
截至2010年底，該法令在大不列顛仍部分有效。
《1989年成文法（廢除）法令》第1(1)條及附表1第VII部分 （页面存档备份，存于）第3組廢除了《1779年蘭加斯特公國法令》的以下條文：
- 第4及6條
- 第7條由「and also」起至「for ever」止的字句
- 第8、9及11條
- 第12條與投票權的保證有關的字句
- 第13條由「or by the enfranchisement」起至「hereditaments」止的字句

## 外部連結
- The Duchy of Lancaster Act 1779 （页面存档备份，存于）, as amended, from Legislation.gov.uk